# Shun de Andrómeda
Shun (の瞬?) es uno de los personajes principales del manga y anime Saint Seiya conocido como Los Caballeros del Zodiaco. Es el Santo de bronce de Andrómeda. Se caracteriza por su personalidad pacifista, su carácter delicado y porque no le gusta herir a los demás. Tiene un gran poder, pero su gentil disposición y naturaleza amable tienden a detenerlo de usarlo del todo, hasta que se ve obligado a hacerlo. Es el hermano menor de Ikki, el Santo de Fénix. Shun es el humano que posee el alma más pura, y es por eso que Hades le escoge como su huésped.

## Características

### Apariencia
Shun es un joven de apariencia frágil, además de ser junto con Seiya el menor del grupo. Desde su presentación se ha expresado que es un joven bastante atractivo, pues las chicas que estaban en el coliseo del Torneo Galáctico clamaban por él a gritos. En la serie jamás se ha vuelto a hacer mención de su apariencia, salvo el comentario extraño de Algol de Perseo cuándo éste se enfrentó a él diciéndole "niño lindo", pero es evidente que sus rasgos están inspirados en su constelación guardiana, Andrómeda, una constelación femenina. Su cabello en el manga es castaño claro y en el anime es de color verde, sus ojos son de un turquesa oscuro.

### Personalidad
Tiene una personalidad pacífica y detesta las peleas, tanto que siempre resulta herido por temor a herir a sus enemigos y sacrificaría su vida por salvar las de otros. Es el santo más bueno y noble de todos, tiene un gran corazón, de hecho resulta que Shun es la persona con el corazón más puro de la tierra.
En Omega, Shun elige convertirse en médico, lo que resulta bastante lógico por su carácter generoso. Sin embargo, no dudó en arriesgar su vida para ayudar a un ser querido, ayudando a Kōga y Ryuho, aunque al encender su cosmos pudiera morir.

## Historia

### Saint Seiya
Durante la Saga del Santuario, en la batalla de las doce casas, Shun se mantiene firme contra Saga de Géminis y se las arregla para matar a Afrodita de Piscis. En la Saga de Poseidón, logra derrotar al General Marino Eo de Escila, guardián del Pacífico Sur, y a Sorrento de Siren, del Atlántico Sur.
Durante la Saga Hades, Shun adquiere protagonismo. Donde se deshace de varios oponentes antes de que se revele que él es el humano elegido por Hades para ser su reencarnación. A pesar de que Shun no se percató de esto, el alma de Hades poseyó el cuerpo de Shun, durante un cercano encuentro en el trono de Hades después de la muerte de Orfeo de Lira. Entonces Shun (la nueva reeencarnación de Hades) pelea contra su hermano Ikki de Fénix. Shun recupera el control suficiente de su cuerpo como para estrangularse con una mano, mientras insta a Ikki a que aproveche la oportunidad para destruirlo. Sin embargo, Ikki vacila en el último segundo y pierden esta oportunidad. Con el Dios del Inframundo de vuelta, Fénix toma la sangre de Atenea y el aliento de la Diosa para darle a Shun la fuerza para separar de una vez por todas a Hades de su cuerpo. Cuando Shun despierta en los brazos de Seiya momentos después, vuelve a ponerse la armadura de Andrómeda y sigue a sus compañeros, los Santos de Bronce, hacia el Muro de las Lamentaciones, para llegar al Elíseo. Allí, ayudan a Atenea a luchar contra el Hades en su verdadero cuerpo y derrotarlo con éxito.

### Next Dimension
Shun reaparece en Saint Seiya Next Dimension, la secuela del manga Saint Seiya original, también escrita e ilustrada por Masami Kurumada. En Next Dimension, Shun es el primer Santo de Bronce que vuelve al lado de Athena tras la muerte de Hades y se une a ella para intentar salvar a Seiya de Pegaso de la maldición de Hades. La escolta hasta el Olimpo, para reunirse con su hermana mayor Artemisa, y protege a Atenea de la amenaza de los Satélites de Artemisa. Se encuentran con el Dios del Tiempo Cronos y consiguen ir al pasado, a la guerra del siglo XVIII contra Hades. Shun se separa de Atenea en el proceso y aterriza en el coliseo del Santuario, no sin atraer la atención de varios soldados de a pie y de Tenma de Pegaso. Rápidamente despacha a los soldados, pero se produce una breve pelea con Tenma que termina cuando Shun logra convencer a Tenma de que es un santo del futuro. Los dos se unen para subir a los Doce Templos y llegar a Atenea. Shun es proclamado como el futuro Santo de Oro de Virgo sucesor de Shaka de Virgo.

### Omega
Shun también reaparece en la no-canónica Saint Seiya Omega (secuela de la serie principal), viniendo en ayuda del nuevo grupo de Santos del Bronce. Shun revela que, durante la última batalla de los Santos del siglo XX contra el dios malvado Marte, una roca misteriosa cayó del cielo elevando el cosmos de cada santo y Dios, concediéndoles nuevos poderes elementales; como tal, el propio Marte ganó el poder elemental de las tinieblas, que solía dar a Shun una "herida oscura" que se extendía por todo su brazo izquierdo. Incapaz de sanarse a sí mismo, y sin poder usar de nuevo su cosmos, se retiró como santo, convirtiéndose en médico ambulante. Ahí curó a los heridos Ryūhō de Dragón, hijo de su viejo amigo Shiryu, y ayudó a Kōga de Pegaso (en el cual reconoció el coraje del anterior Pegaso) Miguel, uno de los sirvientes de Marte. Sin embargo, forzado a quemar de nuevo su Cosmos, esta vez Shun perdió casi por completo el uso de su brazo izquierdo, invadido por la oscuridad, y decidió dedicarse a su nueva vida como médico confiando la seguridad de Atenea a los Santos del siglo XXI.
A pesar de su aún dócil y alegre disposición, Shun sigue siendo venerado como uno de los Santos más fuertes del siglo XX: cuando Miguel de Perros Cazadores se enfrenta a él por primera vez, sin conocer su fuerza disminuida, escapa con miedo, dejando atrás a un herido Kōga. Además, Kōga y Ryūhō expresan su asombro por su disminuida fuerza, afirmando conocer sus legendarias acciones pasadas.

### Episodio G - Assassin
En el spin-off Saint Seiya Episodio G Assassin, Shun fue promovido a Santo de oro de la constelación de Virgo y se dedica a ejercer la medicina.